# Arthur Capel (1er comte d'Essex)
Pour les articles homonymes, voir Arthur Capel et Capel.
Arthur Capel (baptisé en 1632 – 13 juillet 1683), fils d'Arthur Capel (1604-1649), 1er baron Capel, est créé comte d'Essex par Charles II en 1661, et Lord lieutenant d'Irlande en 1672. 
Rappelé de son gouvernement irlandais en 1677, il entre dans l'opposition. Accusé de complicité dans le complot de Rye-House, il est enfermé à la Tour de Londres, et on l'y trouve égorgé quelques jours après, en 1683. On croit généralement qu'il a été assassiné, mais rien ne permet d'ajouter foi à cette rumeur.

## Sources
Cet article comprend des extraits du Dictionnaire Bouillet. Il est possible de supprimer cette indication, si le texte reflète le savoir actuel sur ce thème, si les sources sont citées, s'il satisfait aux exigences linguistiques actuelles et s'il ne contient pas de propos qui vont à l'encontre des règles de neutralité de Wikipédia.